# پیتزا ناپولی
پیتزا ناپولی (ایتالیایی: pizza napoletana) که با نام پیتزای ناپل نیز شناخته می‌شود، نوعی پیتزا است که با گوجه فرنگی و پنیر موزارلا درست می‌شود. این پیتزا محصول سنتی تضمین شده (TSG) در اتحادیه اروپا و بریتانیا است و هنر ساخت آن در فهرست میراث فرهنگی ناملموس یونسکو گنجانده شده‌است.

## دستور آشپزی
با توجه به قوانین پیشنهاد شده توسط Associazione Verace Pizza Napoletana, خمیر پیتزای ناپلی واقعی از آرد گندم، مخمر طبیعی ناپلی یا مخمر آبجو، نمک و آب تشکیل شده‌است. خمیر بدون چربی و بدون قند است.
خمیر را باید با دست یا با همزن کم سرعت ورز داد. خمیر پس از ورم کردن باید با دست و بدون کمک وردنه یا دستگاه دیگر شکل بگیرد و نباید بیش از ۳ میلیمتر (۰٫۱۲ اینچ) ضخامت داشته باشد. پیتزا باید به مدت ۶۰ تا ۹۰ ثانیه در ۴۸۵ درجه سلسیوس (۹۰۵ درجه فارنهایت) در تنور هیزمی پخته شود. هنگام پخت باید نرم، کشسان، لطیف و معطر باشد.